# 신이시여, 이 죽음에 이르는 사랑 속에서 우리를 살아남게 하소서

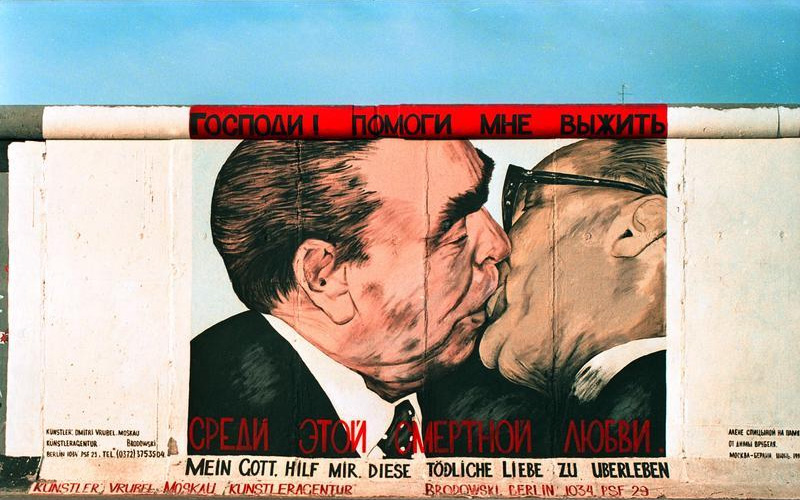
1991년 7월 25일 벽화의 상태

신이시여, 이 죽음에 이르는 사랑 속에서 우리를 살아남게 하소서(러시아어: Го́споди! Помоги́ мне вы́жить среди́ э́той сме́ртной любви́)는 동쪽 베를린 벽에 그려진 드미트리 브루벨의 그래피티 그림이다. 1990년에 그려졌고, 그것은 베를린 벽 그래피티 예술의 가장 잘 알려진 작품들 중 하나가 되었다. 이 그림은 1979년 독일 민주 공화국의 창립 30주년 기념식 동안 찍은 사진을 재현하면서 사회주의자들의 형제간 키스를 하는 레오니트 브레즈네프와 에리히 호네커를 묘사한다.